# Hlísnik
Hlísnik je potok na horní Oravě, na území okresu Tvrdošín. Jde o pravostranný přítok Oravice a měří 1,9 km a je tokem V. řádu.

## Pramen
Pramení severně od města Tvrdošín, v severní části Oravské vrchoviny, na východním svahu Žiarce (694,4 m n. m.), v lokalitě Pod Žiarcem v nadmořské výšce přibližně 650 m n. m..

## Popis toku
Od pramene teče jihozápadním směrem do místní části Hrádky, kterou protéká a stáčí se na jihojihovýchod. Pak rovnoběžně s řekou Orava protéká centrem města Tvrdošín v regulovaném korytě, až do svého ústí (cca 568 m n. m.), které je jen 200 metrů od ústí řeky Oravice do řeky Orava.